# Johannes Nicolaas Voorhoeve
Johannes Nicolaas Voorhoeve (Rotterdam, 25 augustus 1873 - Noordwijk aan Zee, 29 december 1948) was een Nederlandse uitgever. 

## Biografie
Johannes Voorhoeve was de zoon van Hermanus Cornelis Voorhoeve en de Duitse Sophia Katharina Hermine Linde. Zijn ouders verhuisden in 1876 naar Den Haag, waar Herman Voorhoeve op Dunne Bierkade 17 twee jaar eerder een uitgeverij had opgericht. Na zijn eindexamen gymnasium ging Johannes werken bij zijn vader, die hoofdredacteur was van het maandblad Bode des Heils in Christus, een Bijbelstudieblad dat in 1858 door Hermans vader was opgericht, alsook van Geïllustreerd Weekblad Timotheüs, in 1895 door Herman opgericht. Johannes Nicolaas Voorhoeve schreef enkele boeken onder de naam Johannes. Zijn vader overleed in 1901. De toen 28-jarige Johannes nam naast de  functies van zijn vader de uitgeverij over en gaf deze zijn eigen naam, J.N. Voorhoeve. Voorhoeve trouwde in 1902 met zijn nicht Elizabeth van Oordt (1877-1968). Na enkele jaren werd hij gezien als leider van de Nederlandse Vergadering van Gelovigen. Johannes Voorhoeve bleef hoofdredacteur van de Bode tot zijn overlijden in 1948. Zijn op 5 juni 1910 geboren zoon Johannes Hermanus Corrnelis (Hans) Voorhoeve was hervormd, vandaar nam de groep Vergaderingsbroeders de uitgave van dit blad over.
Uitgeverij J.N. Voorhoeve is ondergebracht bij J.H. Kok NV in Kampen.

### Boeken
- De schipbreukeling. Een verhaal uit de tijd van de Franse overheersing, 1892, door Johannes (zijn pseudoniem), 1ste druk bij uitgeverij D Donner, Leiden, 2de druk (1892) bij J.H. Kok NV, 3de druk (1962) en 4de druk bij De Banier

Uitgeverij J.N. Voorhoeve
- Voorhoeve-vertaling van het Nieuwe Testament, 1917, door J.N. Voorhoeve
- Trouw in den strijd : een verhaal uit den tijd der Fransche omwenteling, 1920
- Drie jonge mannen, 1920
- Het geloof bekroond

Uitgeverij J.H. Kok NV
- Roelf Dirksz. : een verhaal uit den tijd van Leiden's beleg en ontzet in 1574, voor 1925, door Johannes
- Henri Laroche : een verhaal uit de tijd der vervolging van de Hugenoten in Frankrijk, 1925, door Johannes
- Rust gevonden, door Johannes

Voorhoeve schreef ook 'Gij troost mij, Beschouwingen over de Klaagliederen van Jeremia', waarvan de eerste uitgave de titel 'Hoe' droeg. 